# デボラ・キャヴェンディッシュ
デヴォンシャー公爵夫人デボラ・ヴィヴィアン・キャヴェンディッシュ（英語: Deborah Vivien Cavendish, Duchess of Devonshire、1920年3月31日 - 2014年9月24日）、DCVO、旧姓デボラ・フリーマン＝ミットフォード（英語: Deborah Freeman-Mitford）、通称デボラ・ミットフォード（英語: Deborah Mitford）は、イングランドの貴族、作家、社交家である。ミットフォード姉妹の末娘で、1930年代から1940年代にかけてイギリスの社交界で非常に著名であった。イギリスの有名なカントリー・ハウスで、デヴォンシャー公爵家の屋敷であるチャッツワース・ハウスの改修事業に尽力した。

## 人生
イングランド、オクスフォードシャーのアストホール・マナーで1920年3月31日に生まれた。父は初代リーズデイル男爵アルジャーノン・フリーマン＝ミットフォードの息子である第2代リーズデイル男爵デイヴィッド・フリーマン＝ミットフォード（1878年 - 1958年）で、母はその妻であり、庶民院議員だったトマス・ギブソン・ボウルズの娘であるシドニーであった（1880年 - 1963年）。両親はデボラが男の子でなかったことに失望したという。
子ども時代はオクスフォードシャーのスウィンブルックで育った。家族からは「デボ」と呼ばれていた。両親はあまり娘たちの教育に熱心ではなく、少女時代はスケートや狩猟など野外活動をして過ごした。6歳の頃から家禽に大変興味を持っており、この関心は終生続いた。その後、パリのル・コルドン・ブルーで料理を学んだ。
デボラは1941年に第10代デヴォンシャー公爵エドワード・キャヴェンディッシュの下の息子だったロード・アンドルー・キャヴェンディッシュと結婚した。アンドルーの兄であるハーティントン侯爵ウィリアムが1944年に戦死したため、アンドルーは公爵位の相続人になり、儀礼称号であるハーティントン侯爵を名乗り始めた。1950年に父エドワードが亡くなったため、ハーティントン侯爵アンドルーが第11代デヴォンシャー公爵となった。夫婦仲は良好で、アンドルーはアルコール依存症気味であったが1980年代には快方に向かった。

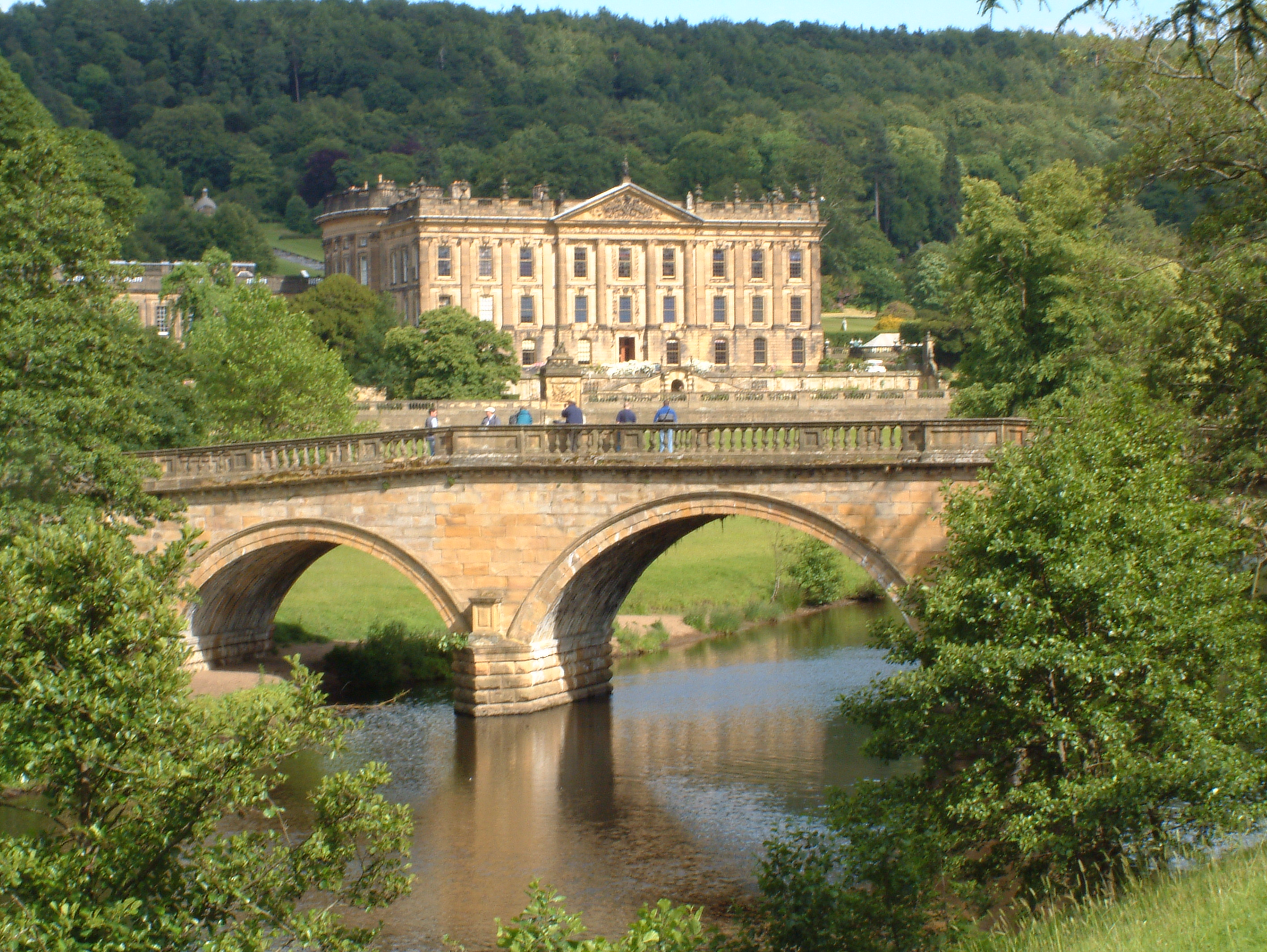
デヴォンシャー公爵一家の屋敷であるチャッツワース・ハウス

デボラは「主婦の公爵夫人」と呼ばれており、自分でも主婦を自称していた。ファシストになった姉のダイアナやユニティ、公民権運動家となったジェシカなどのように政治に身を投じることもなく、姉妹の中でもっとも穏健で家庭的な生涯を送ったと言われている。姉にアドルフ・ヒトラーを紹介されたがほとんど感銘を受けず、親しい友人で姻戚だったジョン・F・ケネディや、やはり姻戚であったウィンストン・チャーチルなどに比べると政治家としてのカリスマがなかったと回想している。政治に関心のなかったデボラは、ダイアナともジェシカとも交流を続けた。デボラは本を読むのが嫌いで子どもっぽいところがあったと言われており、姉のナンシーはデボラの精神年齢が9歳だったと冗談を言っている。デボラは終生、エルヴィス・プレスリーのファンであった。

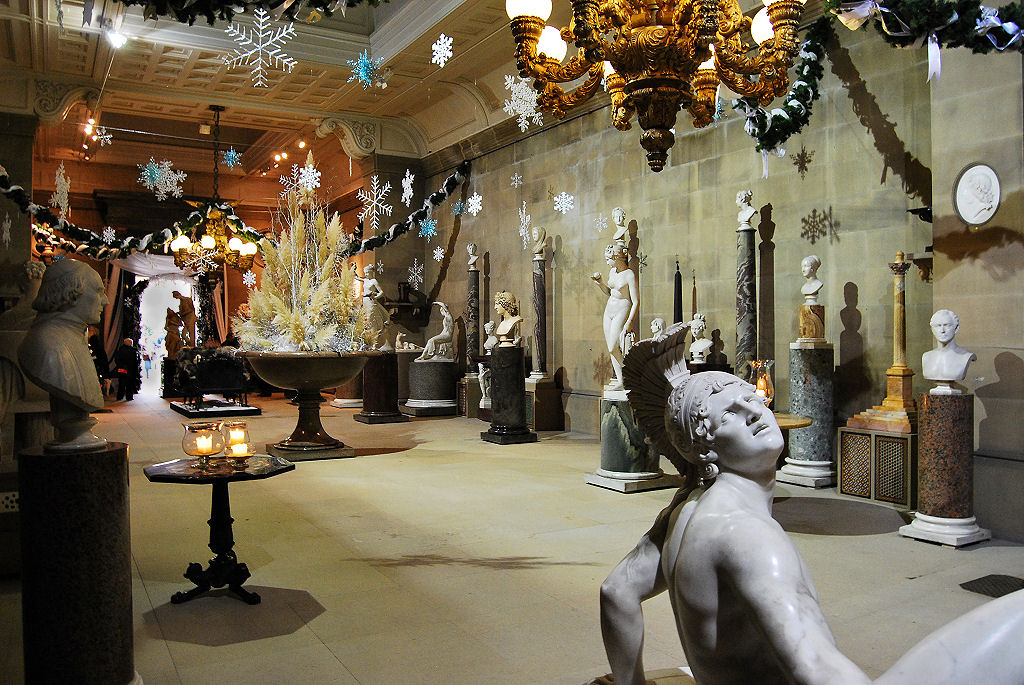
チャッツワース・ハウスの美術コレクション

デボラはデヴォンシャー公爵家の屋敷であったチャッツワース・ハウスの維持と改革に尽力した。最初は敷地内のエデンサー・ハウスに住んでいたが、チャッツワース・ハウスは1949年から一般公開され、1959年に公爵一家もそちらに引っ越した。夫のアンドルーがアルコール依存症気味であったため、デボラが屋敷の管理を行った。設備を近代化して土産物屋を作ったり、マーマレードやソーセージを生産したりするビジネスを始めた。1973年に、デボラは都会の子ども向けに農園を開放して食料生産について教えるプロジェクトを始めた。1974年には貴重な美術品のコレクションを含むチャッツワース・トラストを発足させた。2002年には屋敷を安定的に運営できるようになった。
1980年代から、デボラは著書を出版するようになった。チャッツワース・ハウスについての著作をはじめとして、料理本やエッセイなどを刊行した。90歳近くなってから、自らの家族に関して正確な記録を残したいと考え、回想録Wait for Me!... Memoirs of the Youngest Mitford Sisterを刊行した。
1999年にデボラは、エリザベス2世よりロイヤル・コレクション・トラストへの貢献によりロイヤル・ヴィクトリア勲章のデイム・コマンダー (DCVO) として叙勲を受けた。2004年に夫のアンドルーが死亡し、息子のペレグリン・キャヴェンディッシュが第12代デヴォンシャー公爵となった。これに伴ってデボラは先代デヴォンシャー公爵夫人 (Dowager Duchess of Devonshire) となり、チャッツワース・エステイトのより小さい家に引っ越した。 

## 死去
デボラは2014年9月24日に94歳で亡くなった。7人の子どものうち3名が生きており、孫が8人、曽孫が18人いた。葬儀はダービーシャー、エデンサー（Edensor）のセント・ピーターズ教会で10月2日に行われ、家族や友人、600名に及ぶチャッツワースのスタッフ、チャールズ3世（当時皇太子）と妻のカミラが出席した。葬儀ではデボラが生前、大ファンであったエルヴィス・プレスリーの曲がかけられた。

## メディアへの登場
デボラは2004年にBBCのシリーズ『イマジン』で、画家ルシアン・フロイドが描く肖像画のモデルになった経験について語っている。
2007年9月に『デイリー・テレグラフ』のジョン・プレストンにインタビューされた際、デボラは1937年6月にミュンヘンを訪れてアドルフ・ヒトラーとお茶を飲んだ時のことを回想した。デボラはこの時、母と姉のユニティとともにドイツを旅行していたが、3人のうちドイツ語を話せるのはユニティだけで、このためユニティがヒトラーと全ての会話を行った。インタビューが終わる直前、プレストンは一緒にお茶を飲むならアメリカの歌手エルヴィス・プレスリーとヒトラー、どちらがよいかデボラに訪ねた。デボラは驚いてプレストンを見て、「ええ、もちろんエルヴィスです！なんてすごい質問でしょう」と答えたという。
2010年にBBCのジャーナリスト、カースティ・ウォークが『ニューズナイト』でデボラにインタビューした。このインタビューで、デボラは1930年代から40年代の暮らし、ヒトラー、チャッツワース・エステイト、上流階級の衰退について語った。2010年12月23日にはPBSのチャーリー・ローズのインタビューも受けている。
2012年にBBCで放送されたチャッツワース・ハウスのドキュメンタリー『チャッツワース』にも協力した。

## 称号
- 1920年3月31日 - 1941年: The Honourable Deborah Vivien Freeman-Mitford
- 1941年 - 1944年: Lady Andrew Cavendish
- 1944年 - 1950年: Marchioness of Hartington
- 1950年 - 1999年: Her Grace The Duchess of Devonshire
- 1999年 - 2004年: Her Grace The Duchess of Devonshire, DCVO
- 2004年 - 2014年9月24日: Her Grace The Dowager Duchess of Devonshire, DCVO

## 家族
デボラとアンドルーの間には7人の子どもがいたが、そのうち4人は生後すぐに亡くなり、3名が成人した。
- レディ・エマ・キャヴェンディッシュ（1943年3月26日 - ） - 1963年に第2代グレンコナー男爵の息子トバイアス・ウィリアム・テナントと結婚[18]。モデルのステラ・テナントはエマとトバイアスの間の娘で、デボラは孫娘ステラと『ヴォーグ』に登場したことがある[19]。
- ペレグリン・アンドルー・モーニー・キャヴェンディッシュ（1944年4月27日 - ） - 第12代デヴォンシャー公爵
- レディ・ソフィア・ルイーズ・シドニー・キャヴェンディッシュ（1957年3月18日 - ） - 2度結婚・離婚をした後、1999年にウィリアム・トプリーと3度目の結婚をした[20]。

国際自動車連盟元会長であるマックス・モズレーはデボラの甥（姉ダイアナの息子）である。

### 家系図

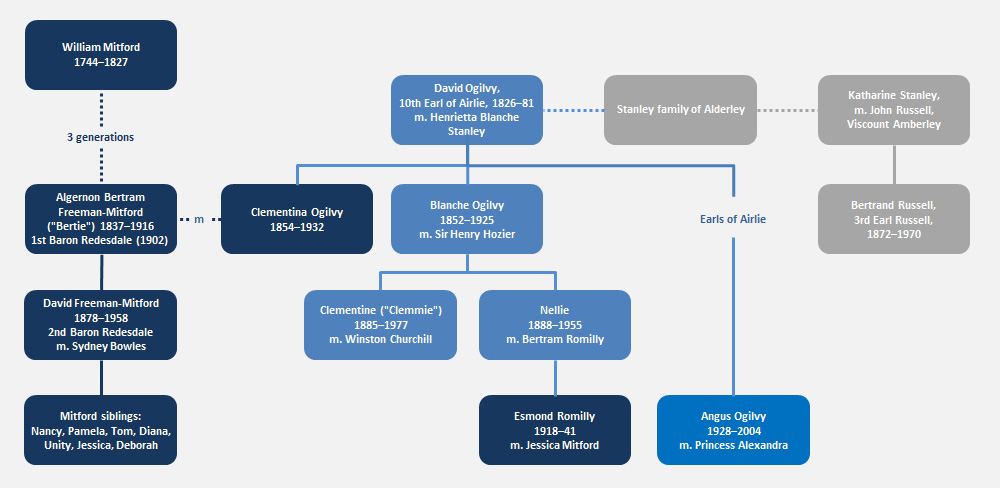
ミットフォード家の係累を示す家系図、婚姻を通じてラッセル家（ベッドフォード公爵）、チャーチル家（マールボロ公爵）などに繋がり、アレクサンドラ王女を通じて英王室に繋がる。

### ミットフォード家の7人きょうだい

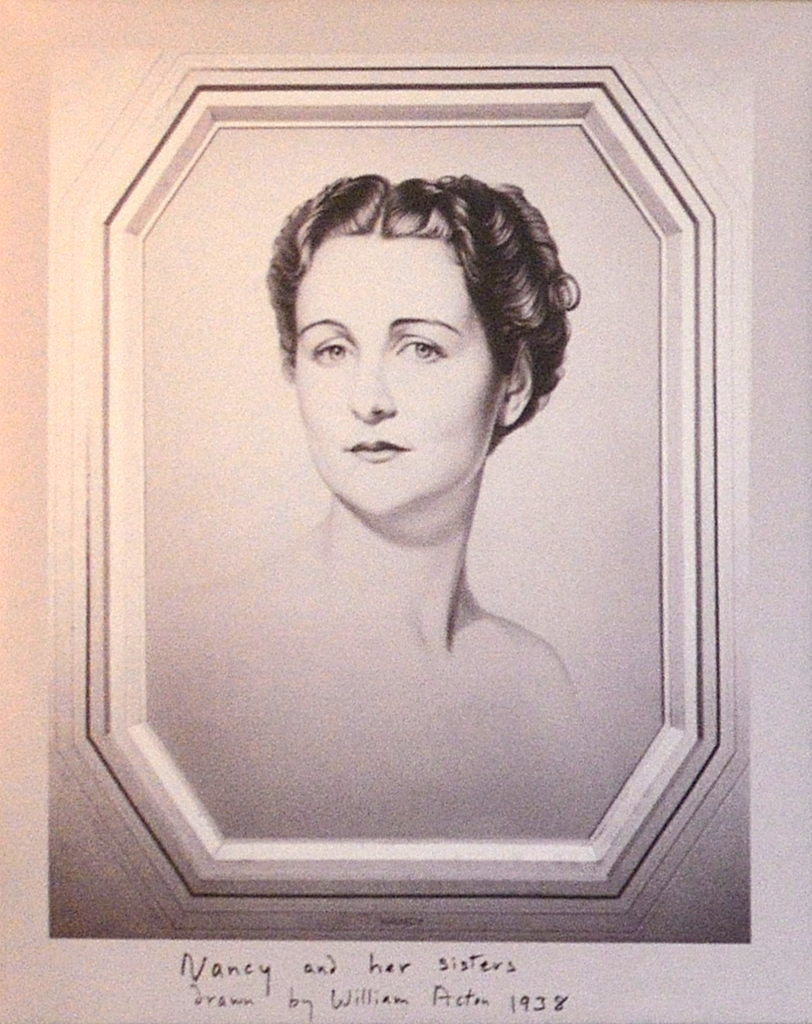
ナンシー・ミットフォード(1904年11月28日 – 1973年6月30日)
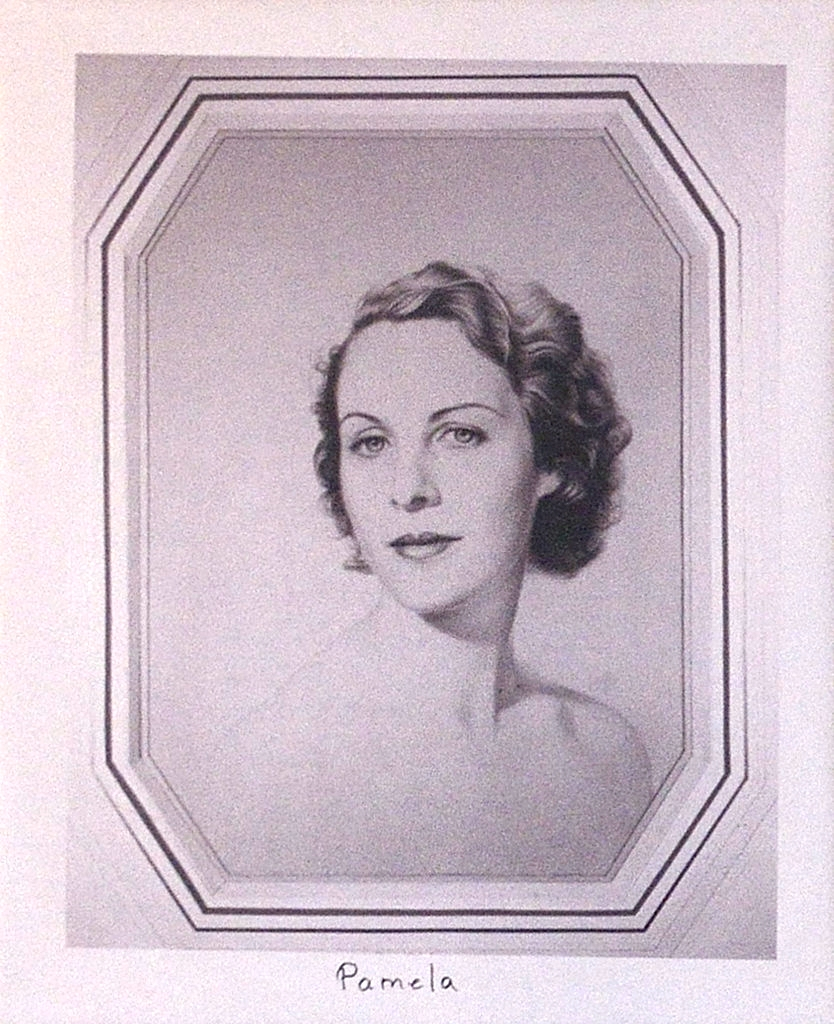
パメラ・ミットフォード（英語版）(1907年11月25日 – 1994年4月12日)
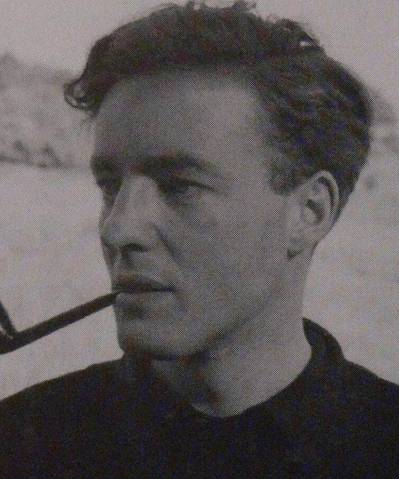
トマス・ミットフォード(1909年1月2日 – 1945年3月30日)
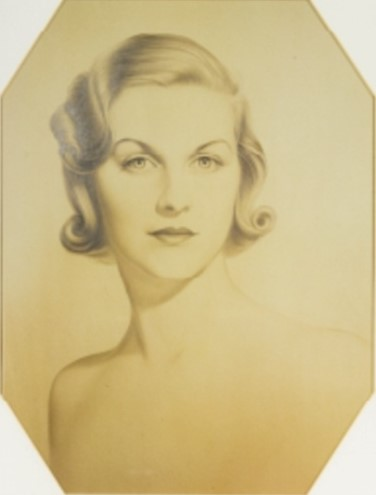
ダイアナ・ミットフォード(1910年6月17日 – 2003年8月11日)
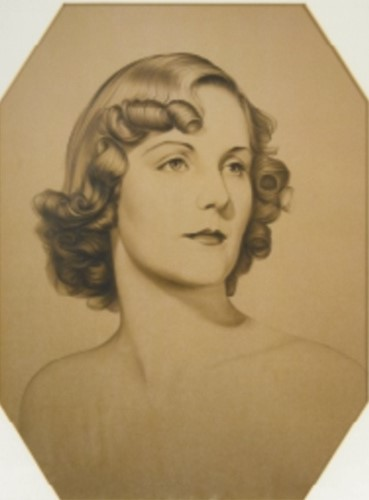
ユニティ・ヴァルキリー・ミットフォード (1914年8月8日 – 1948年5月28日)
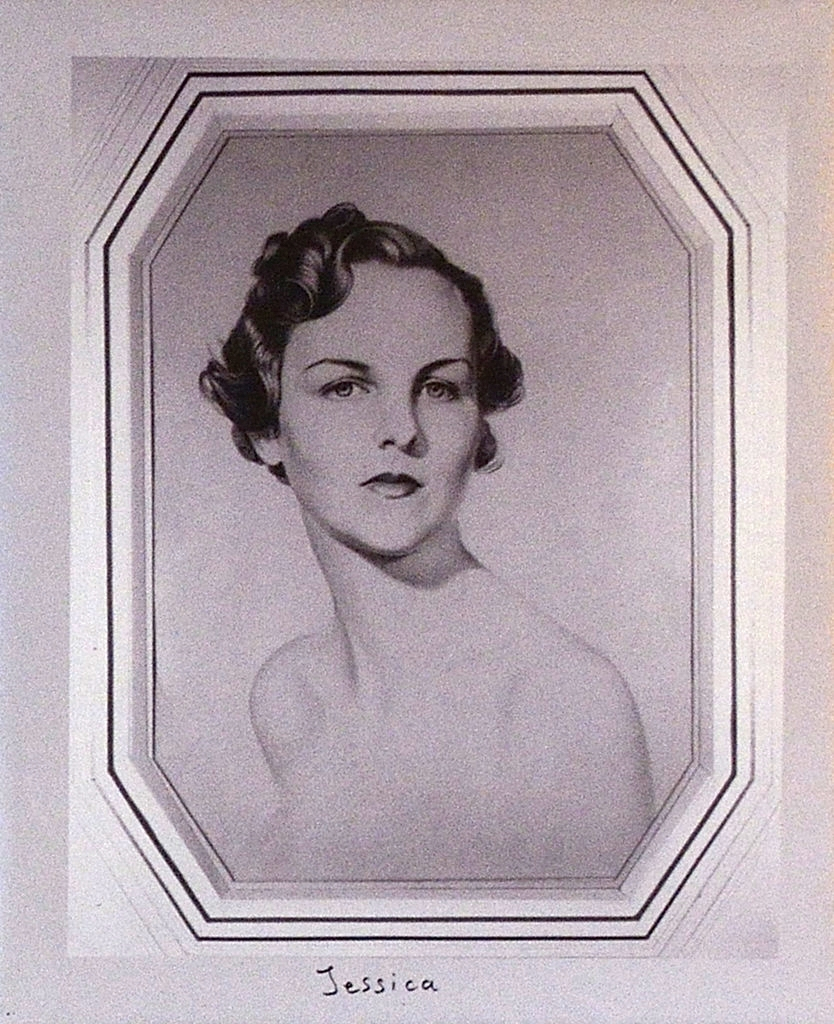
ジェシカ・ミットフォード(1917年9月11日 – 1996年7月22日)
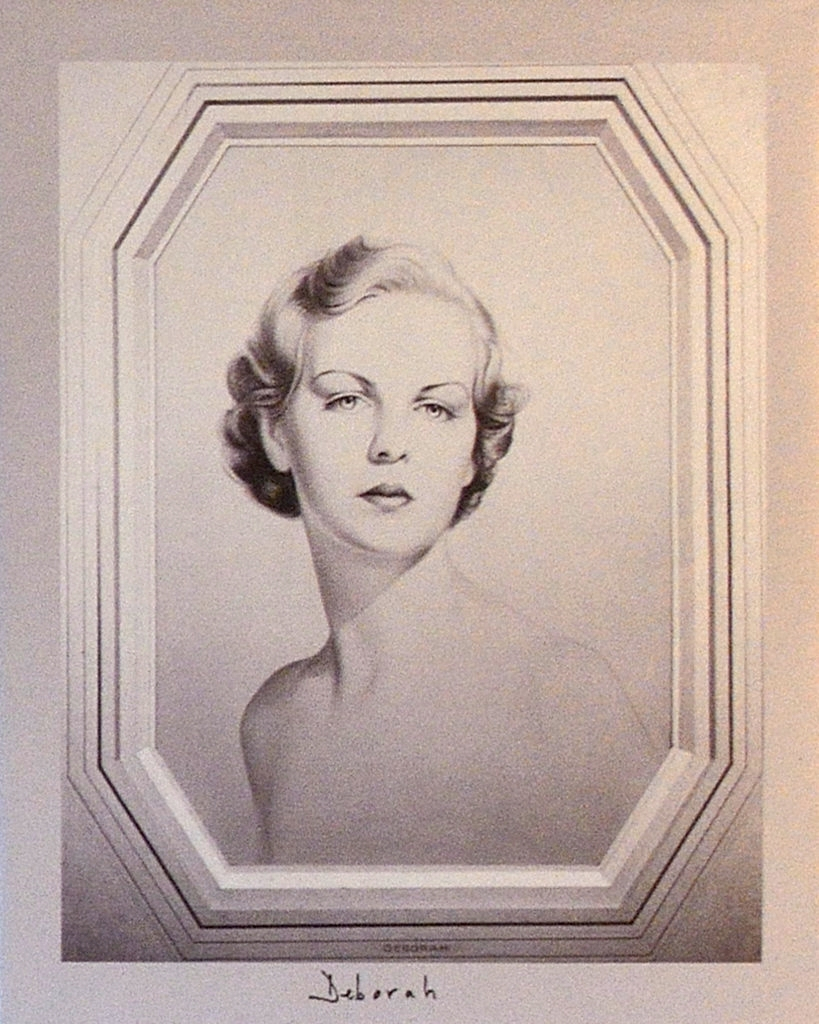
デボラ・ミットフォード（キャヴェンディッシュ）(1920年3月31日 – 2014年9月24日)

## 著作

### 書籍
- Chatsworth: The House (1980; revised edition 2002)
- The Estate: A View from Chatsworth (1990)
- The Farmyard at Chatsworth (1991) — 子供向け
- Treasures of Chatsworth: A Private View (1991)
- The Garden at Chatsworth (1999)
- Counting My Chickens and Other Home Thoughts (2002) — エッセイ集
- The Chatsworth Cookery Book (2003)
- Round About Chatsworth (2005)
- Memories of Andrew Devonshire (2007)
- The Mitfords: Letters Between Six Sisters (2007), edited by Charlotte Mosley, ISBN 0-06-137364-8
- In Tearing Haste: Letters Between Deborah Devonshire and Patrick Leigh Fermor (2008), edited by Charlotte Mosley
- Home to Roost . . . and Other Peckings (2009)
- Wait for Me!... Memoirs of the Youngest Mitford Sister (2010)
- All in One Basket (2011)
- Mitford, Diana, The Pursuit of Laughter (2008) –　序文

### 雑誌
- The Spectator